# Бхола (зіла)
Бхола (бенг. ভোলা) — адміністративний округ (зіла) у південно-центральній частині Бангладеш, який включає острів Бхола, найбільший острів Бангладеш. Він розташований у відділі Барісал і має площу 3403,48 км2. Він межує з Лакшміпуром і районом Барісал на півночі, Бенгальською затокою на півдні, районами Лакшміпур і Ноахалі, (нижньою) річкою Мегхна і каналом Шахбазпур на сході та районом Патуакхалі і річкою Тетулія на заході. Близько 11мільйонів кубометрів природного газу було знайдено в Качіа в Бхола, який використовується для роботи електростанції. 

## Історія

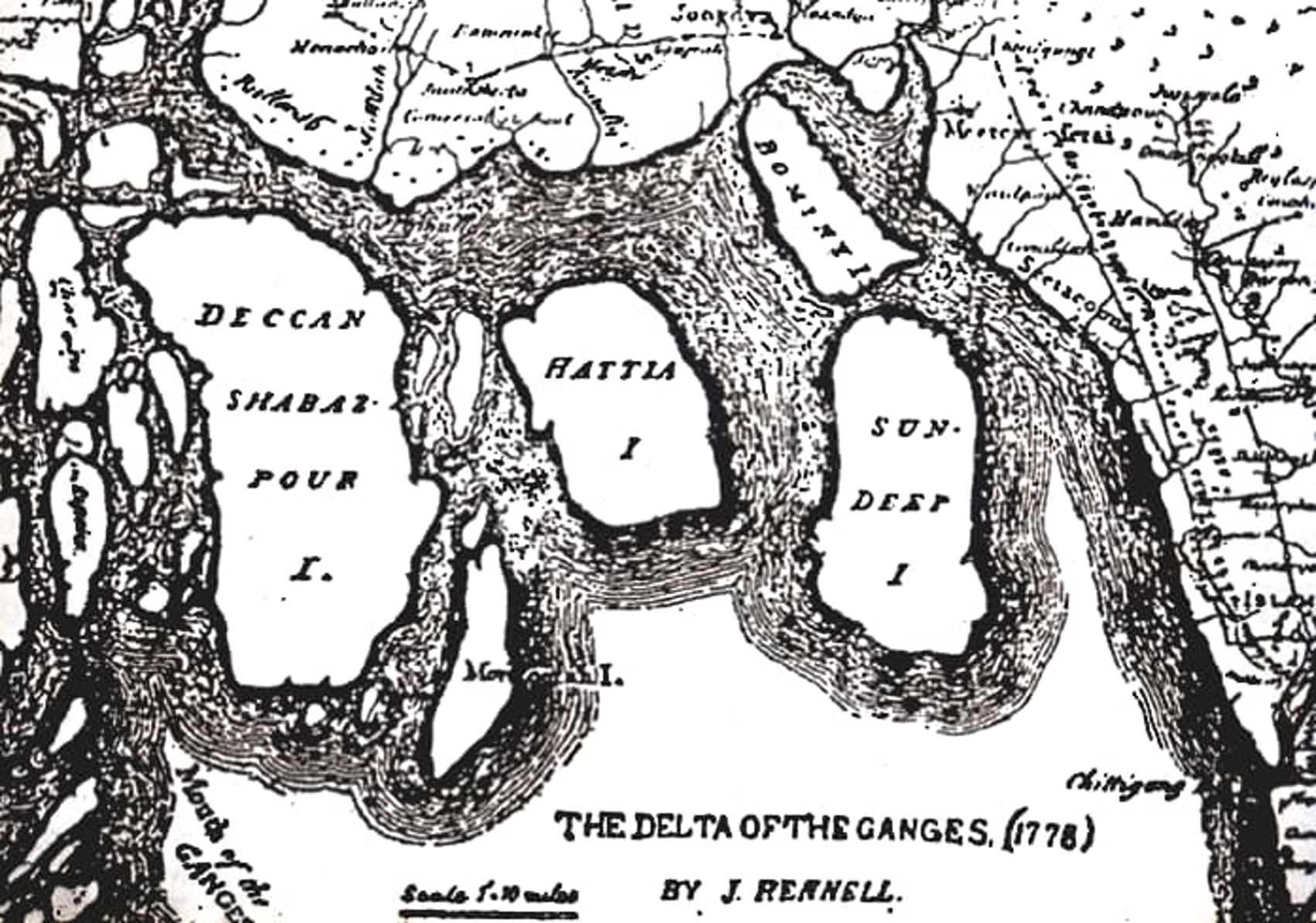
Острів Південний Шахбайпур (позначений як DECCAN SHABAZPOUR l.), який зараз називається Бхола на карті Джеймса Реннелла 1778 року

Попередня назва району Бхола — Ашутош. Джей Сі Джек заявив у своєму «Bakerganj Gazetier», що острів почав створюватися в 1235 році, а культивація на цій території почалася в 1300 році. У 1500 році португальські пірати і пірати Мог створили свої бази на цьому острові. Пірати Аракан і Мог також заснували свої бази в південній частині Шахбаджпура.
До 1822 року Шахбайпур був частиною району Бакергандж. На початку 19-го століття стало важко підключитися до південного Шахджадпура від штаб-квартири округу через розширення річки Мегхна. Тоді уряд вирішив включити південь Шахбаджпура та Хатії до складу району Ноахалі. Бхола була включена до Ноахалі до 1869 року. У 1869 році він був включений до округу Барісал як підрозділ. У 1876 році адміністративний штаб було перенесено з Даулатхана до Бхоли. У 1984 році створено як район.

## Географія
Бхола — дельта острова. У цьому районі є дві річки Мегна і Тетулія. Мегна знаходиться на сході та на півночі району, а Тетулія — на заході. Бенгальська затока знаходиться на півдні району Бхола.

### Острови
- Острів Бхола
- Острів Манпура
- Дхал Чар
- Чар Кукрі Мукрі
- Чар Джахіруддін
- Чар Нізам
- Чар назер Рахаман

## Адміністративно-територіальний поділ
У цьому районі є п'ять муніципалітетів, 7 підрайонів, 9 тана, 66 союзів і 473 села.

### Підрайони
Район Бхола складається з таких упазіл:.
| Назва підрайону     | спілка | площа (км 2 ) | населення |
| ------------------- | ------ | ------------- | --------- |
| Бхола Садар Упазіла | 13     | 413.16        | 430,520   |
| Даулатхан Упазіла   | 9      | 316,99        | 168,567   |
| Бурхануддін Упазіла | 9      | 284,67        | 233 860   |
| Тазумуддін Упазіла  | 5      | 512,92        | 126 940   |
| Лалмохан Упазіла    | 9      | 396,24        | 283,889   |
| Чар Фассон Упазила  | 21     | 1440.04       | 456,437   |
| Манпура Упазіла     | 3      | 373,19        | 76,582    |